# Лемпорт, Владимир Сергеевич
Владимир Сергеевич Лемпорт (12 июля 1922, Тамбов — 11 сентября 2001) — советский и российский скульптор, художник, переводчик, актёр.

## Биография
Родился 12 июля 1922 года в Тамбове в семье учёного-агронома и учительницы словесности. В 1936 году Владимир переезжает к тётке в Москву, где учится в художественной школе. В 18 лет его призывают служить в армию. Через год началась война и будущий скульптор попадает на фронт.
За отличие в боях под Сталинградом Владимир Сергеевич был награждён орденом Красной Звезды. В 1942 году он получил тяжёлое ранение и впоследствии был комиссован из рядов Красной Армии.
Владимира Сергеевича Лемпорта не стало 11 сентября 2001 года. Скульптор скончался в результате продолжительной болезни. Похоронен в Москве на Кузьминском кладбище.

## Образование и творчество
После войны Владимир Лемпорт окончил Высшее художественно-промышленное (Строгановское) училище, факультет монументальной и декоративной скульптуры. Для творческого метода Владимира Лемпорта характерны монументальность, обобщённость формы с одной стороны и графическая деталировка с другой. Работы Владимира Лемпорта представлены в постоянных экспозициях в музее Москвы, на Поклонной горе, в парке скульптуры «Музеон»; они также украшают фасады общественных зданий многих городов России и бывших союзных республик.
Владимир Сергеевич Лемпорт выработал свой собственный пластический стиль, поражающий мощью и глубиной художественного решения. Автор множества монументальных скульптурных композиций, ставших неотъемлемой частью облика таких архитектурных памятников, как МГУ на Воробьевых горах (1952), стадион в Лужниках (1956), Дворец Советов (1960), посольство в Лагосе и Нигерии (1968), гостиница «Турист» и государственная библиотека в Ростове-на-Дону (1973-80), посольство в Афинах (1980), театр русской драмы в Уфе (1982), зданий академгородков Новосибирска и Красноярска (1985), гостиниц «Ариадна» и «Артек» в Крыму (1986).
Весьма интересную композицию Владимир Сергеевич создал на внешней стороне здания библиотеки в Ростове-на-Дону. Он выполнил из армянского тёмного туфа ряд портретов выдающихся деятелей мирового масштаба: А. С. Пушкина, Л. Н. Толстого, Гомера, Данте и других. Он никогда не делал памятники вождям, кроме одного: двухфигурная композиция «Эрнст Неизвестный беседует с Н. С. Хрущевым об абстрактном искусстве». Лемпорт неоднократно участвовал в престижнейших выставках в нашей стране и за её пределами.
Владимир Лемпорт был натурой увлекающейся. В любом своем увлечении он добивался великолепных результатов. Так, на одном дыхании он выучил французский язык. Один из участников творческого союза ЛеСС: Лемпорт — Сидур — Силис. Снимался в кино: «Бегущая по волнам», «Вечер накануне Ивана Купалы», «Улица Ньютона, дом 1». Позже, преодолев последствия ранения левой руки, почти профессионально освоил исполнение классических пьес на гитаре. Затем им овладела страсть к переводам — незадолго до болезни он перевёл с итальянского «Божественную комедию» Данте.

## Фильмография
Дебют: фильм Александра Митты «В дереве, в глине, в камне» (участвовал вместе со скульптуром Николаем Силисом)..
- 1963 — «Улица Ньютона, дом 1»
- 1965 — «Родник для жаждущих»
- 1967 — «Бегущая по волнам»
- 1968 — «Вечер накануне Ивана Купала»
- 1972 — «Любить человека»